# Jamie Luner
Jamie Luner (Palo Alto, 12 de maio de 1971) é uma atriz estadunidense, mais conhecida por interpretar Lexi Sterling na série de televisão Melrose Place.

## Biografia

### Vida pessoal
Jamie Michelle Luner nasceu em uma quarta-feira, no dia 12 de Maio de 1971, sendo filha de Stuart e Susan Luner. Sua família mudou-se para Los Angeles durante sua adolescência, e Jamie estudou no colegial de Beverly Hills, formando-se em 1989. Como atriz mirim e modelo infantil, Luner se tornou conhecida por suas inúmeras participações em comerciais para televisão.
Entre 1995 e 1999, Jamie namorou com John Braz.

### Carreira
Luner iniciou sua carreira no seriado Just the Ten of Us, ao lado do comediante Bill Kirchenbauer, no qual interpretou Cindy Lubbock entre 1988 e 1990. Ainda por Just the Ten of Us, a atriz dividiria uma indicação a um Young Artist Award de Melhor Elenco em 1989, sendo este o único prêmio ao qual foi indicada em toda sua carreira.
Com o fim do seriado em 1990, Luner sairia do cenário artístico por algum tempo, e voltaria apenas em 1992, quando interpretou Gerri em um episódio de Married... with Children. Entre 1992 e 1996, Jamie ainda viria a participar de vários telefilmes e a fazer participações especiais em numerosas séries de televisão.
Em 1996, Luner seria escalada para interpretar uma das três protagonistas do seriado Savannah, que seria exibido na rede The WB a partir de setembro. O seriado era produzido por Aaron Spelling, e por isso, a atriz assinaria um contrato de longo prazo com a produtora Spelling Television. Com o fim prematuro do seriado, apesar do sucesso inicial, Luner seria convidada por Spelling a ingressar no elenco de Melrose Place, uma conhecida série de televisão exibida pela FOX, que fazia muito sucesso na época.
Por três anos, Jamie interpretou Lexi Sterling, a poderosa CEO da companhia Sterling-Conway, que havia comprado o condomínio Melrose Place e seria a rival de Amanda Woodward, interpretada por Heather Locklear. Melrose Place foi cancelada em 1999 e Luner logo conseguiu um outro papel regular, desta vez no seriado Profiler, exibido pela rede NBC.
Em Profiler, Jamie Luner substituiu a atriz Ally Walker, que havia deixado a série na penúltima temporada. Novamente, a atriz permaneceria no seriado até o seu cancelamento, que seria decretado em 2000, logo após um bem-sucedido crossover com o seriado The Pretender. A seguir, Luner voltaria a fazer participações como atriz convidada em séries de televisão como That's Life, e conseguiria um novo papel regular na série 10-8: Officers on Duty, que rapidamente foi cancelada.
Mais recentemente, Jamie assinou um contrato com a rede Lifetime para participar de telefilmes da rede como Stranger in My Bed e Blind Injustice, e participou de um episódio do popular seriado CSI: Crime Scene Investigation em 2007. Em 2009, Luner estrelará Heat Wave.

## Filmografia

### Televisão
| Ano  | Título                         | Papel                   | Notas        |
| 1990 | Growing Pains                  | Vários personagens      | 5 episódios  |
| 1990 | Just the Ten of Us             | Cindy Lubbock           | 47 episódios |
| 1992 | Married... with Children       | Gerri                   | 1 episódio   |
| 1993 | Reasonable Doubts              | Tiffany                 | 1 episódio   |
| 1994 | Diagnosis Murder               | Kimmy Marlowe           | 1 episódio   |
| 1997 | Savannah                       | Peyton Richards Massick | 37 episódios |
| 1999 | Melrose Place                  | Lexi Sterling           | 58 episódios |
| 2000 | The Drew Carey Show            | Jenny                   | 1 episódio   |
| 2000 | Profiler                       | Rachel Burke            | 20 episódios |
| 2000 | The Pretender                  | Rachel Burke            | 1 episódio   |
| 2001 | That's Life                    | Samantha Richardson     | 3 episódios  |
| 2001 | The Outer Limits               | Dr. Candace Maguire     | 1 episódio   |
| 2002 | CSI: Miami                     | Nikki Olson             | 1 episódio   |
| 2004 | NCIS                           | Amanda Reed             | 1 episódio   |
| 2004 | 10-8: Officers on Duty         | Ryan Layne              | 5 episódios  |
| 2006 | The War at Home                | Jodi                    | 1 episódio   |
| 2007 | CSI: Crime Scene Investigation | Elizabeth Rodriguez     | 1 episódio   |

### Cinema
| Ano  | Título                  | Papel      |
| 1994 | Tryst                   | Mindy      |
| 1994 | The St. Tammany Miracle | Lootie     |
| 2005 | The Suspect             | Beth James |